# Нива (Хвойнинський район)
Нива (рос. Нива) — присілок в Хвойнинському районі Новгородської області Російської Федерації.
Населення становить 53 особи. Входить до складу муніципального утворення Дворищинське сільське поселення.

## Історія
Від 2005 року входить до складу муніципального утворення Дворищинське сільське поселення

## Населення
| 2009 | 2010 |
| ---- | ---- |
| 78   | ↘53  |